# Aramari
Aramari es un municipio brasileño del estado de la Bahia. Su población estimada en 2004 era de 10.090 habitantes
Poseía una importante oficina de conservación del Tráfico Férrea Federal del Este Brasilero.